# Bolanthus huber-morathii
Bolanthus huber-morathii là loài thực vật có hoa thuộc họ Cẩm chướng. Loài này được C.Simon mô tả khoa học đầu tiên năm 1977.